# Camobi
Camobi est un quartier de la ville brésilienne de Santa Maria, Rio Grande do Sul. Le quartier est situé dans district de Sede.

## Vilas
Le quartier possède les vilas suivantes : Base Aérea de Santa Maria, Camobi, Condomínio Residencial Novo Horizonte, Condomínio Vila Verde, Estação Colônia, Loteamento Behr, Loteamento Carlos Gomes, Loteamento Grazziotin, Loteamento Irmão Leão, Loteamento Martins da Silva, Loteamento Monfardini, Loteamento São José, Núcleo Habitacional Fernando Ferrari, Parque Residencial Alto da Colina, Parque Residencial Amaral, Parque Residencial Camobi, Parque Residencial Fiori D'Itália, Parque Residencial Monte Carlo, Parque Residencial Novo Horizonte, Parque Residencial Santa Lúcia, Parque Residencial Universitário, Petit Village, Universidade Federal de Santa Maria, Vila Almeida, Vila Assunção, Vila do Canto, Vila Jardim, Vila Progresso, Vila Santa Helena, Vila Santos Dumont, Vila Soares do Canto, Vila Tereza, Vila Tonetto, Vila Vitório Rossato.

## Galerie

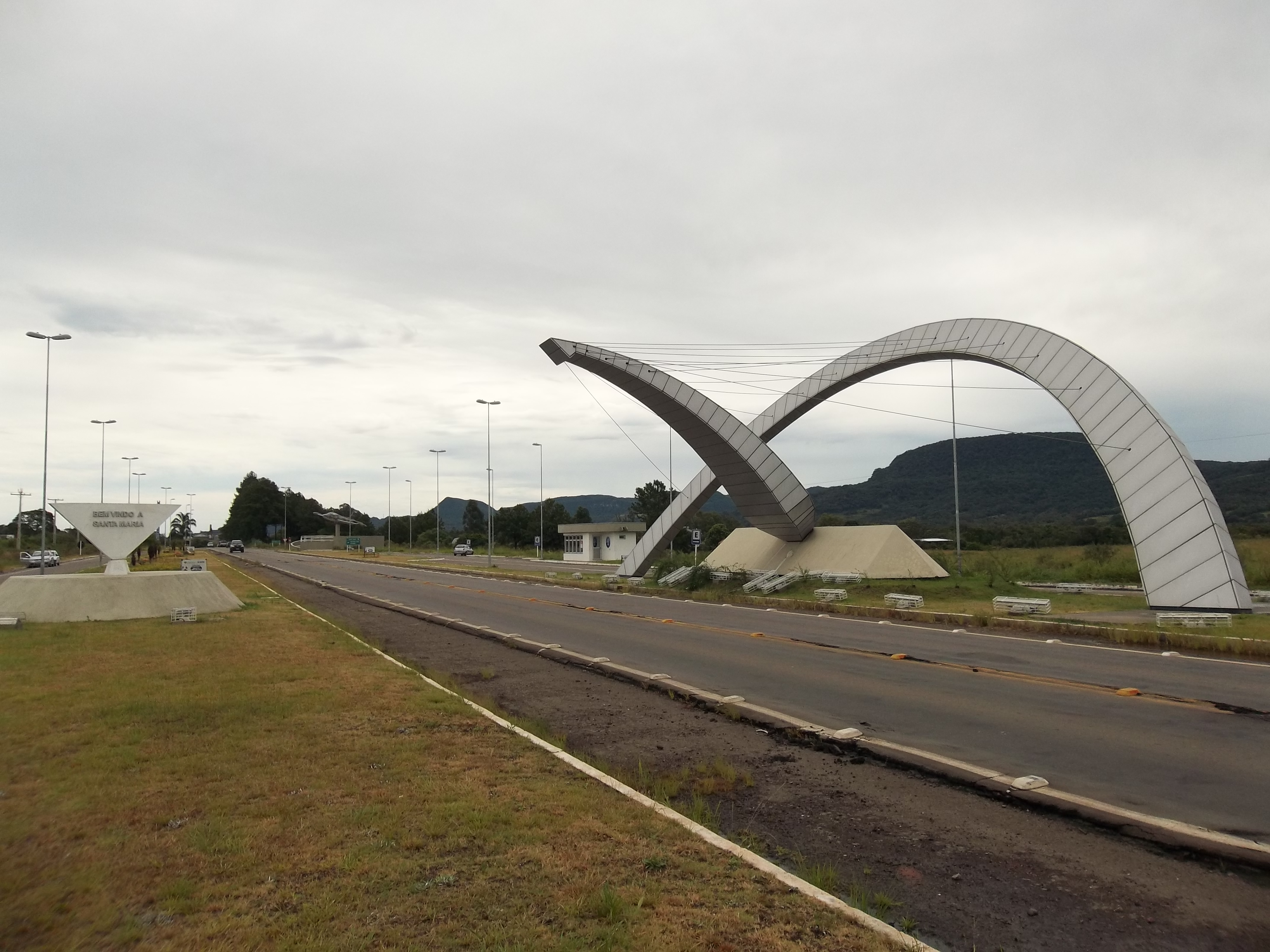
Portique de la base aérienne de Santa Maria.
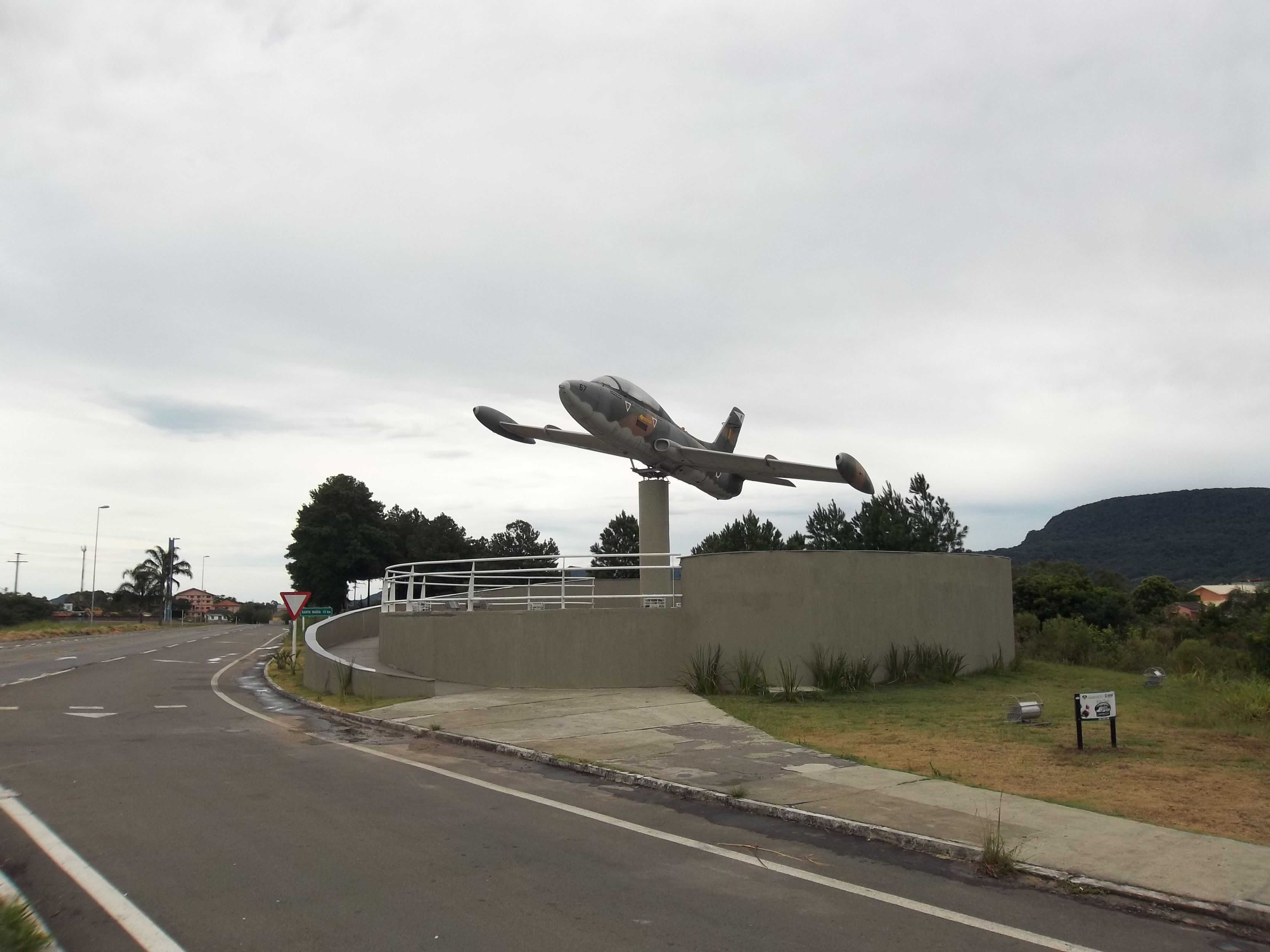
Avion à la base aérienne.
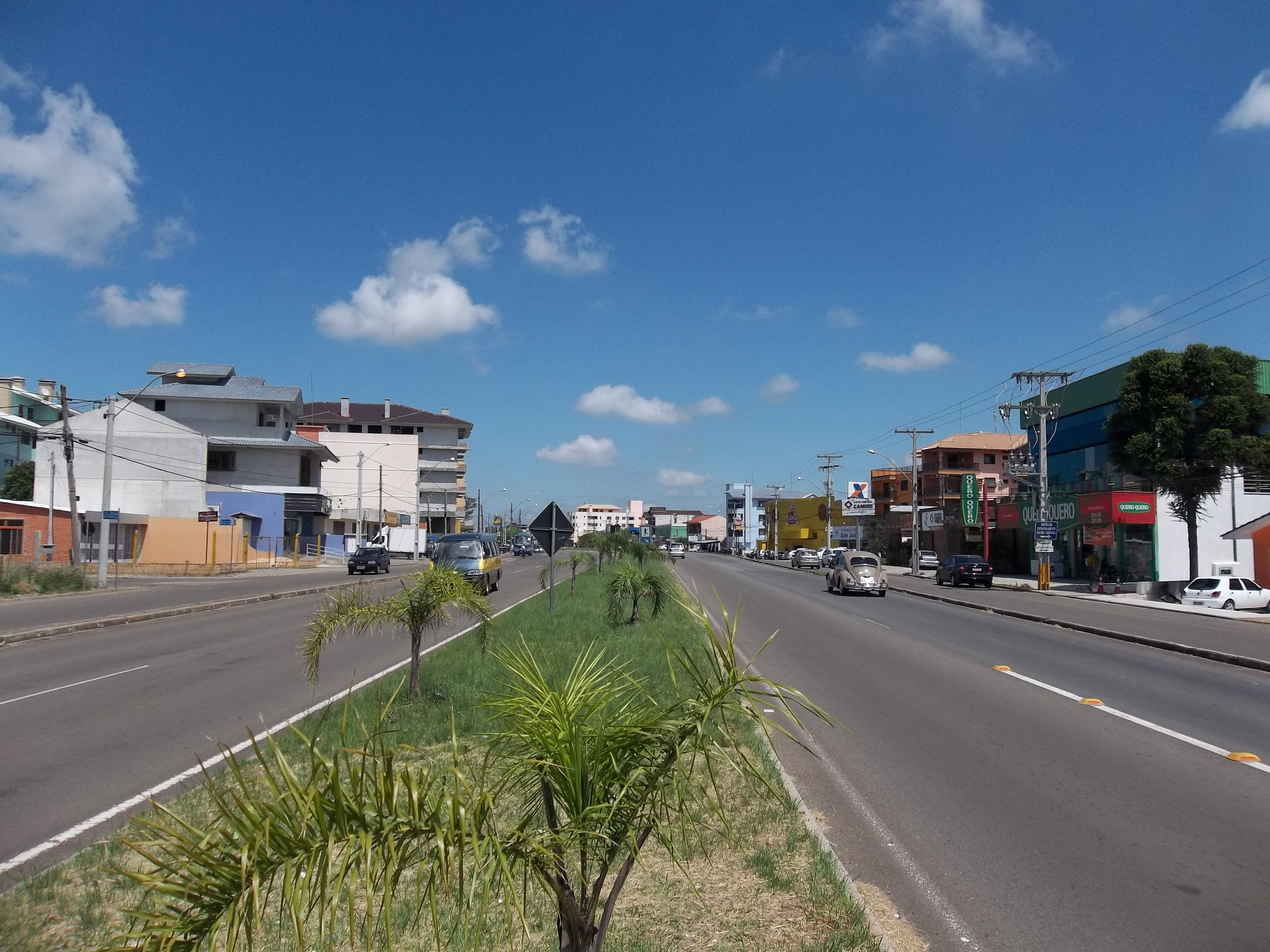
L'avenue du Préfet Evandro Behr.
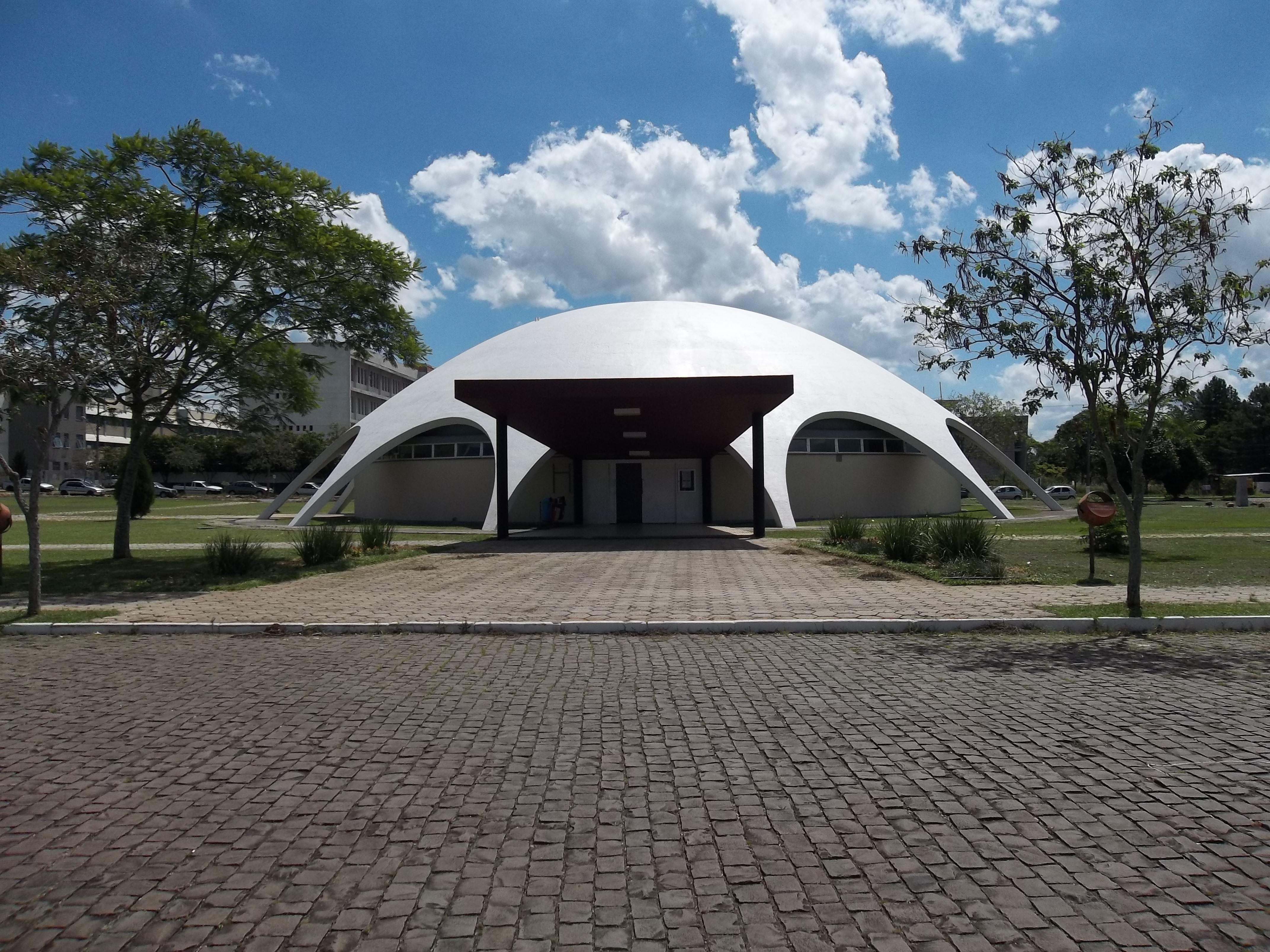
Le planétarium de l'université fédérale de Santa Maria (UFSM).